# جامعه مسلمانان آمریکا
انجمن مسلمانان آمریکایی (MAS) یک سازمان غیرانتفاعی است که در سال ۱۹۹۳ تأسیس شد و مقر آن در واشینگتن، دی سی است. انجمن مسلمانان آمریکا خود را یک جنبش اسلامی مردمی توصیف می‌کند. بیش از ۵۰ فصل در سراسر ایالات متحده دارد.

## تاریخ
انجمن مسلمانان آمریکایی(MAS) توسط گروه کوچکی از مسلمانان آمریکایی تأسیس شد که می‌خواستند یک سازمان مسلمان درایالات متحده داشته باشند که به آنها اجازه می‌دهد «مسلمانان را سازماندهی و ادغام کنند تا بخشی از جامعه آمریکا باشند تا خود را مسلمان ببینند.» طبق وب سایت آن، این جامعه یک «سازمان خیریه، مذهبی، اجتماعی، فرهنگی و آموزشی» است که هدف آن جامعه ای با فضیلت و عدالت آمریکایی است. مأموریت آن «حرکت مردم و پرورش عوامل تغییر مادام العمر و خدامحور».

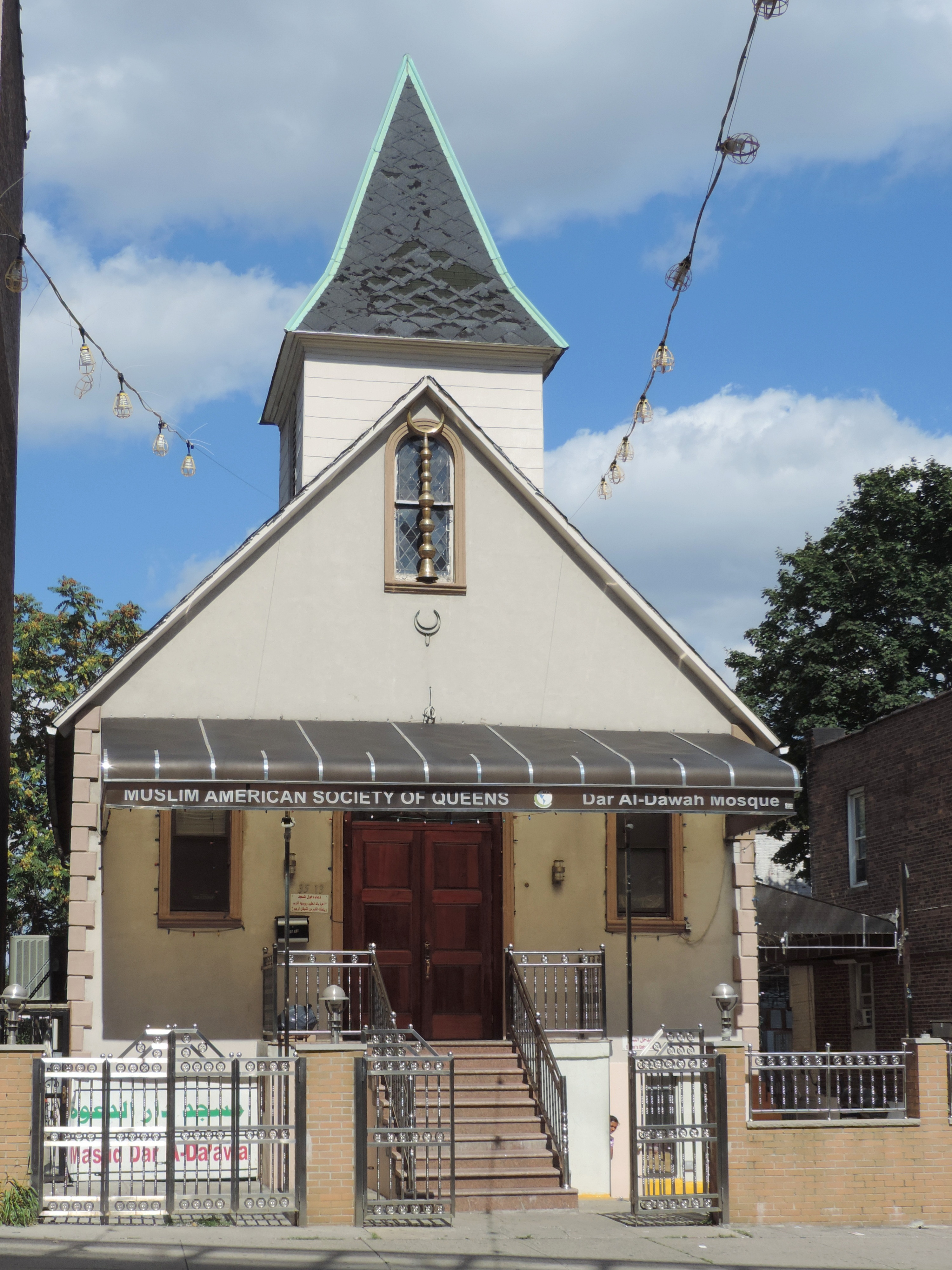
انجمن مسلمانان آمریکایی کوئینز

انجمن مسلمانان آمریکا در سال۱۹۹۳ در ایلینوی تأسیس شد و دفتر مرکزی خود را در فالز چرچ، ویرجینیا، در سال۱۹۹۸ تأسیس کرد. اعضای مؤسس این سازمان در سازمان اخوان المسلمین درگیر بودند، سازمانی که در سال۱۹۲۸ در مصر آغاز به کار کرد. انجمن مسلمانان آمریکایی ارتباط اولیه خود را با اخوان المسلمین، از جمله در وب سایت خود، تصدیق می‌کند، اما می‌گوید که «فراتر از آن نقطه تصور» حرکت کرده‌است و «هیچ ارتباطی با اخوان المسلمین ندارد و با سازمان بین‌المللی در بسیاری از مسائل مخالف است.».
در سال۱۹۹۹، این سازمان شروع به انتشار یک مجله انگلیسی زبان دوماهه به نام مسلمان آمریکایی کرد. سال بعد، مرکز جوانان انجمن مسلمانان آمریکا در بروکلین افتتاح شد و انجمن مسلمانان آمریکا به راه اندازی دانشگاه آمریکایی اسلامی، مستقر در ساوتفیلد، میشیگان، و کانزاس سیتی، میسوری، به عنوان یک برنامه آموزش از راه دور برای مطالعات اسلامی کلاسیک کمک کرد. در پاسخ به نفرت ضد مسلمانان پس از حملات ۱۱ سپتامبر، انجمن مسلمانان آمریکا رویدادهایی مانند روز میراث مسلمانان آمریکایی را در واشینگتن دی سی ترتیب داد، جایی که ۱۵۰ مسلمان در ۵ اکتبر۲۰۰۲ گرد هم آمدند تا در میدان آزادی با هم دعا کنند. بنیاد آزادی جامعه مسلمانان آمریکایی، یک بخش سیاست عمومی به رهبری مهدی بری به عنوان مدیر اجرایی، همچنین سمینارهایی در مورد چگونگی تغییر مثبت ادراک از اسلام در میان آمریکایی‌ها ارائه کرد.
در سال۲۰۰۲، انجمن مسلمانان آمریکایی اولین کنفرانس مشترک خود را با حلقه اسلامی آمریکای شمالی (ICNA) برگزار کرد. کنفرانس انجمن مسلمانان آمریکا–حلقه اسلامی آمریکای شمالی ازآن زمان تاکنون هرسال درشیکاگو برگزار می‌شود.
در نوامبر ۲۰۱۴، انجمن مسلمانان آمریکا توسط امارات متحده عربی، با ۸۴ سازمان دیگر از جمله اخوان المسلمین و وابستگان منطقه ای و محلی آن و سایر گروه‌های منطقه ای و بین‌المللی به عنوان یک سازمان تروریستی شناخته شد. انجمن مسلمانان آمریکا، شورای روابط آمریکایی-اسلامی و گروه‌های اروپایی مشابه به دلیل روابط ادعایی آنها با اخوان المسلمین در فهرست قرار گرفتند. وزارت امور خارجه آمریکا متعاقباً بیانیه‌ای منتشر کرد و گفت که این وزارتخانه «این سازمان‌ها را سازمان‌های تروریستی نمی‌داند». انجمن مسلمانان آمریکایی اعلام کرد که «هیچ معامله ای با امارات متحده عربی نداشته» و «از این خبر متحیر شده‌است».
انجمن مسلمانان آمریکا برنامه «همسایه مسلمان خود را بشناسید» را در ژانویه ۲۰۱۶ در پاسخ به احساسات ضداسلامی فزاینده آغاز کرد. با برگزاری اولین رویداد در مترو دیترویت، این برنامه شامل فرصت‌هایی برای یادگیری فرهنگ و سنت‌های مسلمانان است. رویدادهای مشابهی در چری هیل، نیوجرسی، در سال2018 و منطقه خلیج گالوستون در سال۲۰۱۹، به دنبال تیراندازی در مسجد کرایست چرچ در مسجدی در نیوزیلند و حملات بمب‌گذاری عید پاک به کلیساها در سریلانکا برگزار شد.
در سال۲۰۱۹،موسسه تحقیقات رسانه خاورمیانه ویدئویی از کودکان در مرکز انجمن مسلمانان آمریکا فیلادلفیا منتشر کرد که درمورد "خون شهداً می‌خوانند،"ما با بدن خود از فلسطین دفاع خواهیم کرد. سرشان را می‌بریم، و لشکر خدا را در وفای به وعده اش رهبری می‌کنیم و آنها را در شکنجه ابدی قرارخواهیم داد. اتحادیه ضد افترا گفت که وقایع به تصویر کشیده شده "بسیار ناراحت کننده" هستند و "به کودکان نباید تنفر را تلقین کرد". سازمان سراسری انجمن مسلمانان آمریکا در پاسخ گفت: «این یک اشتباه ناخواسته و سهل انگاری بوده که مرکز و دانشجویان از آن پشیمان هستند. انجمن مسلمانان آمریکا تحقیقات داخلی را برای اطمینان از عدم تکرار این موضوع انجام خواهد داد." همچنین گفته شده که برگزارکننده برنامه ای که در آن رویداد رخ داده‌است، هیچ وابستگی به این سازمان نداشته و تنها فضا را از انجمن مسلمانان آمریکا اجاره کرده‌است.
در سپتامبر۲۰۱۹، انجمن مسلمانان آمریکایی مینه‌سوتا به همراه شورای روابط آمریکایی-اسلامی و کمیته ضد جنگ اعتراضی را سازماندهی کردند تا «نقض حقوق بشر و سرکوب‌های امنیتی تحت رهبری دولت هندو به رهبری ملی‌گرایان هند» را محکوم کنند. این تظاهرات در واکنش به حضور نارندرا مودی، نخست‌وزیر هند با دونالد ترامپ، رئیس‌جمهور آمریکا در تظاهراتی در هیوستون بود. پس از قتل جورج فلوید، اعضای انجمن مسلمانان آمریکا مینه‌سوتا در تظاهراتی شرکت کردند که خواستار عدالت برای مرد آفریقایی‌تبار که توسط پلیس کشته شد، خواستار عدالت شدند.
در جریان انتخابات ۲۰۲۰ آمریکا، اسمهان عبداللهی، مدیر اجرایی جامعه مسلمانان آمریکایی، گفت که این سازمان ۱۸۵۰۰۰ تماس و پیامک با جوامع عرب و مسلمان در هشت ایالت از جمله میشیگان داشته‌است. عبداللهی همچنین مدیر اجرایی انجمن مسلمانان آمریکا، یک بخش حمایت از سیاست انجمن مسلمانان آمریکا است.
اسد زمان، مدیر اجرایی انجمن مسلمانان آمریکا مینه سوتا، در اوت ۲۰۲۰ گفت که برنامه توزیع مواد غذایی این سازمان که در سه مسجد مینه سوتا اجرا می‌شود، به دلیل همه‌گیری کووید-۱۹، ۵۰۰ درصد افزایش یافته‌است. در اوایل آوریل ۲۰۲۱، زمان به سازماندهی یک کمپین واکسیناسیون کووید-۱۹ بر اساس ۱۶ مسجد در مینه سوتا کمک کرد که موفق شد ۷۰۰۰ نفر را در پیش از ماه رمضان واکسینه کند.